# Kuolemajärvi

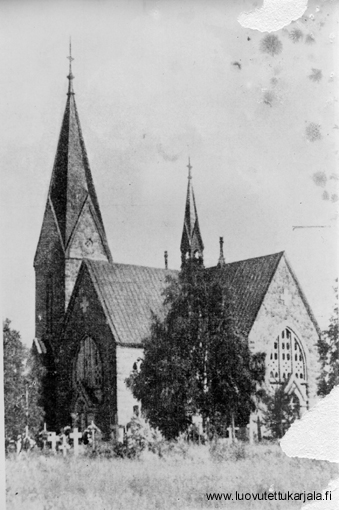
Kyrkan i Kuolemajärvi, byggd 1903, förstörd 1939.

Kuolemajärvi (ryska: Алексаньдровка, Aleksandrovka) eller Pionerskoje (Пионе́рское) är en förutvarande kommun på den södra delen av Karelska näset, belägen inom det område som 1944 avträddes till Sovjetunionen efter fortsättningskriget.